# WWN Championship
El WWN Championship (Campeonato de WWN en español) fue un campeonato de lucha libre profesional perteneciente a WWNLive. El campeón inaugural fue coronado el 1 de abril de 2017, cuándo Matt Riddle derrotó a otros cinco luchadores por el título.

## Historia
El 23 de noviembre de 2016, WWNLive, el órgano de gobierno que supervisa promociones como Evolve y Full Impact Pro (FIP), anunció la creación del WWN Championship. El campeón defendería el título en todas las  promociones bajo el mando de WWNLive. Cada promoción envió su representante para una lucha eliminatoria el 1 de abril de 2017, en el evento Mercury Rising 2017 para determinar el campeón inaugural. Ex campeón de Evolve y campeón por parejas de Evolve Drew Galloway fue el primero en entrar a la lucha el 22 de febrero. En las semanas siguientes, Fred Yehi, Jon Davis, Matt Riddle, Parrow y Tracy Williams fueron añadidos a la lucha. En Mercury Rising 2017, Timothy Thatcher fue añadido a la lucha, mientras que Galloway fue sacado, después de sufrir una lesión dentro del kayfabe a manos de Keith Lee. Más tarde se reveló que esto se hizo debido a que Galloway había vuelto a firmar con WWE. Riddle ganó la lucha de eliminación para convertirse en el campeón inaugural.
El título se mantuvo hasta finales de 2019, ya que Austin Theory, el último campeón, fue despojado del título por su condición, impidiendo defenderlo.

## Campeones

### Lista de campeones
| # | Luchador      | N.º | Fecha                  | Días | Lugar                     | Evento              | Notas | Ref(s) |
| - | ------------- | --- | ---------------------- | ---- | ------------------------- | ------------------- | --- | ------ |
| 1 | Matt Riddle   | 1   | 1 de abril de 2017     | 196  | Orlando, Florida          | Mercury Rising 2017 | Derrotó a Fred Yehi, Jon Davis, Parrow, Timothy Thatcher y Tracy Williams en una lucha de eliminación para ganar el campeonato.        | [ 2 ]  |
| 2 | Keith Lee     | 1   | 14 de octubre de 2017  | 174  | Queens, New York          | Evolve 94           | Fue una lucha tipo último hombre en pie.                                                                                               | [ 6 ]  |
| 3 | Austin Theory | 1   | 6 de abril de 2018     | 79   | Kenner, Luisiana          | Evolve 103          | Era también por el FIP World Heavyweight Championship de Theory.                                                                       | [ 7 ]  |
| 4 | Joey Janela   | 1   | 23 de junio de 2018    | 101  | Brooklyn, New York        | Evolve 106          | Janela hizo su debut en Evolve. | [ 8 ]  |
| — | Vacante       | —   | 2 de octubre de 2018   | —    | —                         | —                   | Janela dejó vacante el campeonato por lesión.                                                                                          | [ 9 ]  |
| 5 | JD Drake      | 1   | 28 de octubre de 2018  | 258  | Ybort City, Florida       | Evolve 114          | Derrotó a Anthony Henry, AR Fox, Austin Theory, Darby Allin y Harlem Bravado en una lucha de escaleras.                                | [ 10 ] |
| 6 | Austin Theory | 2   | 13 de julio de 2019    | 119  | Pensilvania, Philadelphia | Evolve 131          | El Campeonato de Evolve de Theory también estuvo en juego. Esto también fue para Theory's Evolve Championship El título está inactivo. | [ 11 ] |
| — | Desactivado   | —   | 9 de noviembre de 2019 | —    | —                         | —                   | Ver listaCon el Campeonato de la WWN.                                                                                                  |        |

### Total de días con el título

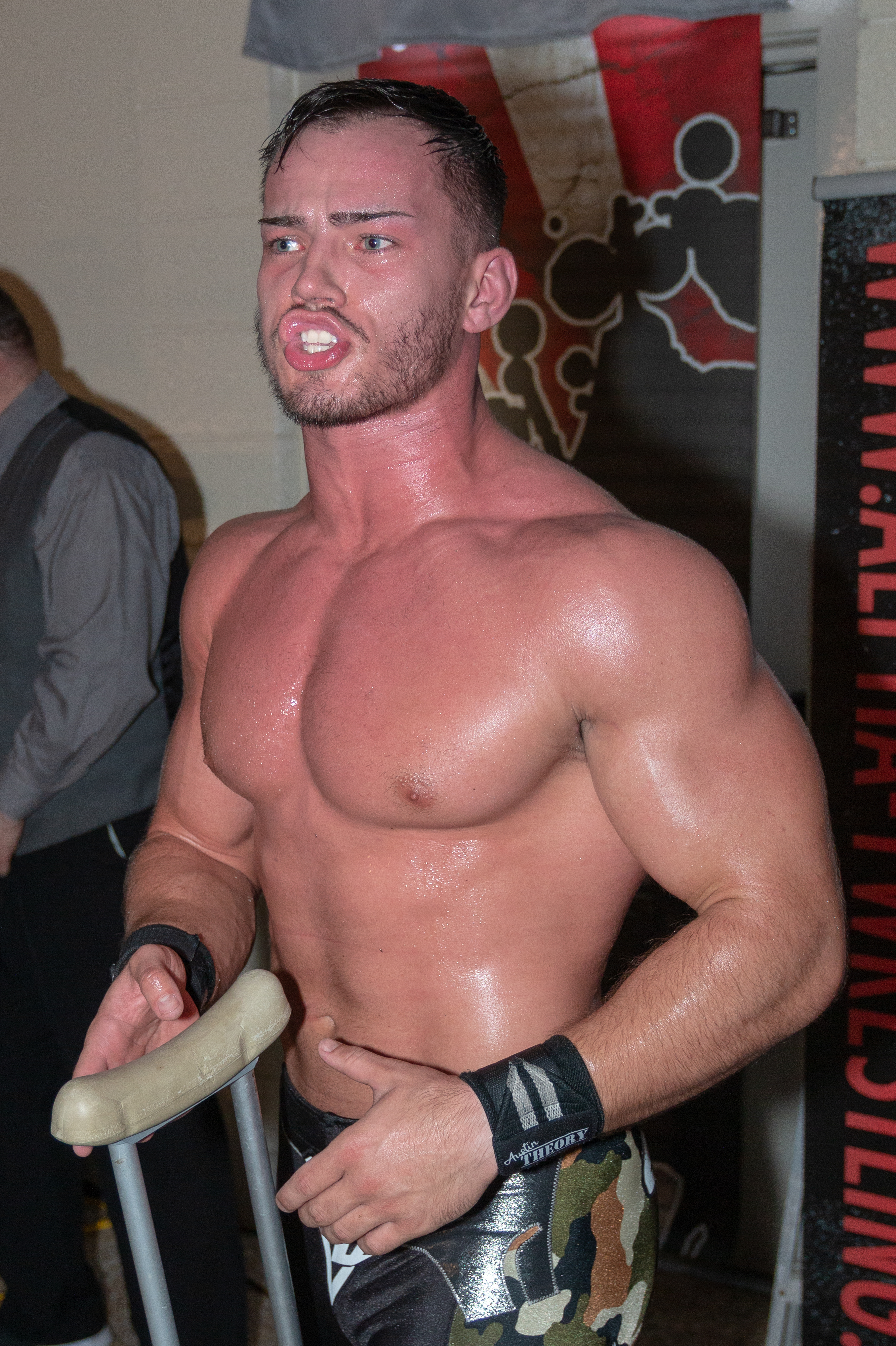
Austin Theory posee la mayor cantidad de reinados con 2 y es el único luchador que obtuvo dicho campeonato bajo todas sus denominaciones.

| + | Indica al campeón actual |

| # | Campeón       | Reinados | Días |
| - | ------------- | -------- | ---- |
| 1 | JD Drake      | 1        | 258  |
| 2 | Matt Riddle   | 1        | 196  |
| 3 | Keith Lee     | 1        | 174  |
| 4 | Austin Theory | 2        | 119  |
| 5 | Joey Janela   | 1        | 101  |